# 말레이어
말레이어(Bahasa Melayu, 자위: بهاس ملايو)는 오스트로네시아어족에 속하는 언어로 말레이 반도의 말레이족이 사용하는 언어이다. 인도네시아, 말레이시아, 싱가포르, 브루나이의 공용어이다. 인도네시아에서는 별개의 표준을 삼아, 인도네시아어(Bahasa Indonesia)라는 이름을 붙이고 있으나, 이는 20세기초 인도네시아 독립청년당의 해방운동에 의해 생겨난 언어이므로 사실상 같은 언어이다. 말레이시아와 인도네시아, 브루나이 간에 정해진 말레이어의 표준은 리아우 제도의 말이다.
형태론적으로는 한국어, 일본어 등과 함께 교착어에 속하며, 오스트로네시아어족에 속하며, 인도네시아어, 타갈로그어와 비슷한 언어이다. 사용 인구가 5백만 이상으로 다른 말레이폴리네시아어파 언어 중에서는 미낭카바우어와 계통상 가까운 편이다. 또한, 마다가스카르의 공용어인 마다가스카르어도 이 언어와 비슷한 체계를 지니고 있으며, 마오리어, 하와이어도 이 언어와 비슷한 오스트로네시아어족의 언어이다.

## 말레이어와 마인어
말레이시아에서는 말레이어(Bahasa Melayu) 또는 말레이시아어(Bahasa Malaysia)라는 이름이 쓰인다. 인도네시아에서는 인도네시아어(Bahasa Indonesia)라고 부르고, 싱가포르와 브루나이에서는 말레이어(Bahasa Melayu)라고 한다.
한국어에서 '말레이어'라는 단어는 중의성을 띠고 있는데, 인도네시아의 국어인 인도네시아어와는 차별되는 말레이시아의 국어 말레이시아어(Bahasa Malaysia)를 의미할 수 있는가 하면, 인도네시아-말레이시아-브루나이의 말레이계 제방언을 아우르는 표현으로 쓰일 수도 있다. 후자의 광의에 관해서는, 말레이어와 인도네시아어를 합친 '말레이인도네시아어' 혹은 마인어(馬印語)라는 표현도 널리 쓰이고 있다.

## 역사
말레이어를 사용하는 말레이인의 기원은 고대 남부티베트인과, 자바인 등을 포함한 누산타라(Nusantara; 말레이 제도) 지역 원주민들의 혼혈이다. 고대 남부티베트인들은 현재 인도네시아 땅인 자와섬, 수마트라섬 일대에 정착했으며, 이들은 현지 원주민들과 혼혈을 이루어 지금의 말레이인들이 되었다. 실제 말레이인의 정착지는 지금의 말레이시아가 아닌 인도네시아이다. 말레이시아의 경우, 오랑아슬리나 이반, 카다잔/두순, 무룻 등이 거주했으며, 말레이인들과 전혀 관련이 없었다. 하지만 많은 말레이인들이 인도네시아에서 말레이시아로 이동하면서, 현재 말레이시아 인구의 반 이상을 차지하는 말레이인 집단을 이루었다. 따라서 말레이어 사용 범위는 자연스럽게 넓어졌다. 하지만 서구 열강의 침략과 식민 지배의 결과로 이들은 서로 다른 국가 공동체를 형성하게 되어 오늘날까지 이르고 있는데, 영국이 지배한 곳은 영국령 말라야라 하여 현재 말레이시아로, 네덜란드가 지배한 곳은 네덜란드령 인도라 하여 현재 인도네시아로 계승되었다. 추가로 포르투갈이 지배한 곳은 포르투갈령 말라카라 하여 현재 말레이시아 말라카 주이며, 스페인이 지배한 타와우, 산다칸, 라하다뚜의 일부는 현재 말레이시아 사바 주의 일부로 계승되었다.
하지만 실제로 인도네시아는 말레이어를 잘 사용하지 않았으며, 현재도 말레이어를 사용하는 인도네시아인은 일부에 지닌다. 당시 인도네시아에서 사용되던 자와어는 자와섬 등 사용범위가 극히 일부에 국한되었고, 억양이 너무 세고 거칠어 다른 민족들이 배우기에 상당한 어려움이 따랐다. 물론 그렇다고 해서 타 민족들이 말레이어를 사용한 것은 아니다. 그럼에도 불구하고 인도네시아인들이 말레이어를 사용하기 시작한 까닭은 서구 열강의 영향이 있었는데, 당시 포르투갈령 말라카(현재 말레이시아의 말라카)와 네덜란드령 인도의 몰루카(현재 인도네시아 몰루카 제도) 사이 말라카 해협을 두고 교류가 시작되면서 말레이어가 전파되기 시작했다. 후에 말레이어가 바타비아(현재 인도네시아의 자카르타)에 도달하면서 말레이어의 중요도는 높아진다. 당시 네덜란드령 인도의 공용어로 사용되던 네덜란드어는 주로 고위층과 서구의 지배 계급에 의해서만 주로 사용되었으며, 따라서 원주민이 사용하기에는 상당한 어려움이 있었다. 또한 네덜란드령 인도, 포르투갈령 말라카, 영국령 말라야 간의 교류를 원활하게 하기 위해서 새로운 언어의 필요성을 느꼈는데, 그것이 바로 말레이어다. 네덜란드의 경우, 말레이어를 '난잡한 말레이어'(Brabbel Maleisch)로 비하했었지만, 원활한 식민통치와 교류를 위해 말레이어의 중요성을 강조했다.
말레이어는 당시 사용 지역들이 국가 통합을 유지하는데 있어 매우 중요했다. 인도네시아의 경우, 1928년 10월 28일 청년의 맹세(Sumpah Pemuda)에서 말레이어의 중요성을 강조했는데, 이는 훗날 인도네시아가 독립할 때 말레이어를 공용어로 지정한 데 매우 중요한 역할을 했다. 1945년 인도네시아가 독립하자, 인도네시아 정부는 말레이어를 인도네시아어(Bahasa Indonesia)라는 이름으로 하여 공용어로 정했다. 말레이시아의 경우, 말레이어의 사용이 매우 자연스러운 일이었으며, 민족의식이 싹트면서 말레이어를 중요시하기 시작했고, 1957년 말레이시아가 독립하자 말레이어를 공용어로 지정했다.
현재 말레이어는 말레이시아와 인도네시아 외에 싱가포르, 브루나이 등지에서도 사용된다. 말레이시아, 싱가포르, 브루나이는 '말레이어'라 부르는 데 반해 인도네시아는 절대로 그렇게 부르지 않는다. 또한 일부 브루나이인들은 자국어를 '말레이어' 대신 브루나이어(Bahasa Brunei)라 부르기도 한다. 말레이시아에서 말레이어는 말레이시아어(말레이어: Bahasa Malaysia)로 부르기도 하는데, 이는 미국에서 영어를 '미국어'라 하지 않는 것처럼 일어날 수 없는 일이라는 비판이 존재한다. 하지만 이 문서에서는 차이점을 보다 확실하게 설명하기 위해, 말레이시아어, 인도네시아어라는 표현을 사용할 것이다.

## 계통 분류
말레이시아/인도네시아에서 네 가지 세력권이 넓은(500만 이상 사용) 언어인 자와어, 순다어, 마두라어, 미낭카바우어와 말레이어를 계통상 비교해 보면 인도네시아어는 미낭카바우어와 가장 가깝다. 말레이어는 말레이폴리네시아어파의 하위 분류인 핵심 말레이폴리네시아어군의 일부이며, 다시 그 하위 분류인 말레이숨바와어군의 일부이다. 자와어와는 여기서 갈라진다. 그리고 말레이어군으로 내려가는데, 순다어와 마두라어와는 여기서 갈라진다. 여기에 말레이어와 미낭카바우어가 함께 속하게 된다. 에스놀로그에 의하면 고대에 말레이어의 원형은 수마트라 북동부 지역에서 사용되었을 것으로 추정된다.

## 문법
SVO의 어순의 교착어이며, 단어의 곡용이 거의 존재하지 않아 고정된 어순으로 단어의 통사적 성질을 나타낸다. semua(모두)같은 일부 형용사를 제외하면 수식어가 피수식어의 뒤에 붙는다. 예: semua orang(모든 사람), orang utan(숲의 사람)
말레이시아인과 인도네시아인의 대부분을 차지하는 말레이인들은 일상적으로 변칙어(broken language) 형태의 말레이어를 사용하며, 이것은 어디나 일상화돼 있다. 예를 들어, 상대방에게 어디 가냐고 물을 때 주로 'Kau pergi mana?'를 사용하지만, 제대로 된 형태는 'Di manakah (yang) engkau pergi?'이다. 'yg(원래는 yang)', 'utk(원래는 untuk)', 'm'cri(원래는 mencari)' 등 축약형들까지 널리 사용되는데 말레이시아와 인도네시아 축약형은 조금씩 다르다. 특히 인도네시아에서는 공식 석상에서조차 'ini', 'itu' 대신 'ni', 'tu'를 사용한다. 말레이시아 정부는 변칙 말레이어의 사용을 배제하고 있지만, 생활에 깊숙히 배어있는 건 물론 광고에서조차 널리 사용되어, 실질적으로 배제할 순 없는 실정이다.

## 문자
말레이어는 라틴 문자와 아랍 문자로 표기되는데, 라틴 문자로 표기되면 루미(Rumi)라고 불린다. 반면 아랍 문자로 표기되면 자위(Jawi)라고 부른다. 자위는 말레이어를 사용하는 누산타라 지역민들이 이슬람교를 믿음에 따라 아랍 문자를 사용했는데, 이를 말레이어의 문자로 정하면서 시작된 것이다. 루미의 경우, 서구 열강의 지배 과정에서 정해진 것이다. 말레이시아의 경우, 원래는 자위를 사용했으나 영국 식민정부가 정한 자아바(Za'aba) 철자법을 사용하기 시작했고, 인도네시아는 원래부터 루미를 사용했는데, 네덜란드 식민정부가 정한 판 옵휘센(van Ophuijsen)을 일부 개정한 수완디(Soewandi)를 사용하기 시작했다. 하지만 두 철자법 사이에는 상당한 차이가 있어 상당한 불편함이 있었는데, 이를 보완하기 위해 1972년 양국의 합의로 이른바 맬린도(Malindo)라고 불리는, 이와이디(EYD; Ejaan Yang Disempurnakan) 철자법을 제정해 오늘날에 이르고 있다. 말레이시아어는 이를 100% 따르는 데 반해, 인도네시아는 일부를 따르지 않고, 아직까지도 수완디를 사용하는 경우가 있다.
| 자아바 | 수완디 | 이와이디 |
| ------ | ------ | -------- |
| u      | oe     | u        |
| ch     | tj     | c        |
| sh     | sj     | sy       |
| ny     | nj     | ny       |
| y      | j      | y        |
| j      | dj     | j        |
| kh     | ch     | kh       |

현재도 자아바나 수완디를 쓰는 경우가 가끔 있는데, 특히 인도네시아의 경우가 그렇다. 일부 이름이나 지명이 아직까지도 이와이디 대신 자아바나 수완디로 표기되는 경우가 있는데, 예를 들어 인도네시아 초대 대통령 수카르노(Sukarno)가 'Soekarno'로, 지명인 욕야카르타(Yogyakarta)가 'Jogjakarta'로 표기되는 것이 그 예다. 말레이시아의 경우, 인도네시아 만큼은 아니지만, 그래도 가끔씩 사용된다. 사라와크주의 주도인 쿠칭(Kuching)이 예인데, '고양이'를 뜻하는 이 이름은 이와이디 기준으로 'Kucing'이 맞다. 그밖에 몇가지 예로, '찾다'(cari)를 뜻하는 'chari'나 'tjari', '도둑'(pencuri)을 뜻하는 'penchuri'나 'pentjoeri'가 있다. 1964년에 개봉한 말레이시아 영화 '3 압둘'(Tiga Abdul)의 일부에는 국민가수 P. 람리가 부른 노래 '기타 소리'(Bunyi Gitar)가 나오는데, 이 장면 자막을 보면 'ranchak(rancak)' 같이 자아바로 표기된 단어들이 등장한다.
현재는 말레이시아어와 인도네시아어 둘 다 로마자가 통용화돼 있다. 하지만 알파벳을 부르는 것 자체는 다르다. 말레이시아어는 영어를 따라 '에이 비 씨'를 사용하지만, 인도네시아어는 네덜란드어를 따라 '아 베 체'를 사용한다. 따라서 WC를 읽을 때도 말레이시아어로는 '더블유 씨', 인도네시아어로는 '웨 체'라고 한다. 하지만 LPG는 둘 다 '엘피지'라고 하는 경우가 많다.
자위는 꾸란 등 이슬람에 관련된 부분에 한해서 사용한다. 1967년 말레이시아 공용어법에 따르면 "말레이어의 문자는 루미(로마 문자)로 한다"고 하지만, 이는 말레이 문자라고 하는 자위(아랍 문자)의 사용을 금하는 것이 아니다. 다만, 현대인들은 루미를 더 선호할 뿐이다. 현재 태국 남부(파타니, 나라티왓)나 말라야 반도 북동부(클란탄, 트렝가누)에서는 자위가 사용되며, 술탄제를 시행하는 주에서는 자위를 적지 않게 사용한다.

### 모음
말레이어의 알파벳 발음 규칙에서 이중자를 제외하면 유일한 모음 예외(자음 예외는 다음 문단에서 설명)인 'e'는 단어에 따라 '/ə/'와 '/e/'의 두 가지로 발음된다. 나머지 기본 모음은 4개이므로(a, i, o, u) 말레이어의 기본 모음은 총 6개이다. 이중모음은 'ai', 'au', 'oi'로 3개가 있다. 이중모음은 그대로 읽는 것이 원칙이나, 때로 이중모음 'ai'와 'au'를 '/ɛi/'(한글로 쓰면 '애이'에 가깝다)와 '/ɔ/'(단순한 '/o/'보다 개구도가 높다)로 발음하는 경우가 있으므로 말레이어의 기본 모음음의 수는 6개에서 8개라고 할 수 있다.

### 자음
기본 자음음의 총 수는 23개인데, 말레이어 고유의 음은 이 중 19개이다. 그리고 기본 자음 'p', 't', 'k'는 무기음(한글에서 'ㅃ', 'ㄸ', 'ㄲ'에 가깝다)이다. 자음 중 'f', 'q', 'x', 'v', 'z'의 다섯 글자는 거의 외래어에만 사용한다. 특히 'q'와 'z'는 주로 아랍어에서 차용된 단어에 쓰이고, 'v'는 네덜란드어에서 차용된 단어에 쓰인다. 두 글자로 표현되는 자음은 'kh', 'ng', 'ny', 'sy'의 네 개가 있는데, 'ng'은 영어에서와 달리 철저히 독립적인 하나의 자음으로 쓰이며(Nga(/ŋa/) - Ngga(/ŋga/)) 음절 처음에도 올 수 있고, 'sy'는 주로 아랍어 차용어에서 쓰인다. 위치에 따라 소리값이 변하는 자음들도 있다. 대표적으로 'b'는 차용어의 어말에 놓이면 /p/와 같이 바뀐다. 또, 'k'는 'bapak(아버지)' 와 같은 단어에서 이 알파벳이 음절 끝에 놓일 때 성문 파열음으로 실현되기도 한다. 특정한 위치에만 나타나는 자음도 있는데, /b/, /tʃ/, /d/, /g/, /ʃ/, /ɲ/는 음절 처음에서만 나타난다.
마찰 순치음 /f/는 기술했듯 대체로 외래어에서만 쓰이는데, 인도네시아인들의 경우 대부분 이 자음을 잘 발음하지 못해 많은 경우 /p/로 발음된다. 심지어 발음 구별 기호상 'f'를 'p'로 쓰는 경우도 있다. 강세는 대체로 단어 끝에서 두 번째 음절에 받지만, 상황에 따라 억양은 상당히 다양하며 강조하고 싶은 단어에 강세를 주어 말한다.
음절의 구성은 다음과 같은 총 아홉 가지 형태가 가능하다.(C는 자음, V는 모음)
1. V
2. VC
3. CV
4. CVC
5. CCV
6. CCVC
7. CVCC
8. CCCV
9. CCCVC

이상에서 1, 2, 3, 4의 형식이 가장 빈번하게 사용되며, 말레이어 음절 형식의 기본이 된다.

## 음운

### 홀소리
- 표준 말레이어

|        | 전설 | 중설 | 후설 |
| ------ | ---- | ---- | ---- |
| 고모음 | i    |      | u    |
| 중모음 | e    | ə    | o    |
| 저모음 |      | a    |      |

- 인도네시아어

|          | 전설   | 중설   | 후설   |
| -------- | ------ | ------ | ------ |
| 고모음   | i      |        | u      |
| 중고모음 | é(/e/) | ê(/ə/) | ó(/o/) |
| 중저모음 | è(/ɛ/) | ê(/ə/) | ò(/ɔ/) |
| 저모음   |        | a      |        |

세 개의 겹홀소리 /ai̯, au̯, oi̯/가 있다.

### 닿소리
|                |        | 양순음 | 치경음 | 후치경음/ 경구개음 | 연구개음 | 성문음 |
| -------------- | ------ | ------ | ------ | ------------------ | -------- | ------ |
| 비음           | 비음   | m      | n      | ny(/ɲ/)            | ng(/ŋ/)  |        |
| 파열음/ 파찰음 | 무성음 | p      | t      | c(/tʃ/)            | k        |        |
| 파열음/ 파찰음 | 유성음 | b      | d      | j(/dʒ/)            | ɡ        |        |
| 마찰음         | 마찰음 |        | s      |                    |          | h      |
| 유음           | 전동음 |        | r      |                    |          |        |
| 유음           | 설측음 |        | l      |                    |          |        |
| 반모음         | 반모음 |        |        | y(/j/)             | w        |        |

/f, v, z, ʃ, θ, ð, x, ɣ/는 외래어에서만 나타난다.

## 사용 국가
- 말레이시아 (국가 공용어.)
- 싱가포르 (국가 공용어.)
- 브루나이 (국가 공용어.)
- 인도네시아 (국가 공용어.)
- 미국 (국가내 말레이계, 인도네시아계 이주자등이 일부 사용.)
- 필리핀 (공용어는 아니여도 일부가 사용.)
- 동티모르 (테툼어가 공용어지만, 제2언어등으로 일부 사용.)
- 캐나다 (국가내 말레이계, 인도네시아계 이주자등이 일부 사용.)
- 태국 (남부 지역에서 일부 말레이계가 사용.)

## 어휘
말레이어의 어휘 목록에는 산스크리트, 아랍어, 페르시아어, 포르투갈어, 영어, 중국어 등으로부터 흡수된 외래어가 매우 많다. 뿐만 아니라 주변 오스트로네시아어족의 언어들과도 교류하면서 자와어, 순다어, 미낭카바우어, 마두라어 등으로부터 어휘를 광범위하게 받아들였다. 현대 말레이어에는 대략, 산스크리트에서 750개, 아랍어에서 1000개, 포르투갈어(와 스페인어, 이탈리아어)에서 125개의 외래어가 유래한 것으로 추정되며, 특히 인도네시아어에서는 네덜란드어에서 10000개 정도의 외래어가 유래한 것으로 추정된다. 말레이어에서 외래어는 기본적인 생활 어휘에까지 깊숙이 침투해 있는데, 이를테면 인도네시아어에서 일요일을 'hari Minggu'라고 부르는 것은 포르투갈어 'domingo(도밍구)'에서 받아들인 것이며, 책을 'buku'라고 부르는 것은 네덜란드어 'boek(북)'에서 받아들인 것이다.
말레이시아와 인도네시아가 각각 영국과 네덜란드의 지배를 받은 것 때문에 외래어 어휘에 조금씩 차이가 있지만, 의사소통에 지장을 주진 않는다. 아래 어휘들은 말레이어의 기본 어휘들이며, 괄호 안은 인도네시아어 표기이다.

### 요일
- 일요일 - Ahad (Minggu)
- 월요일 - Isnin (Senin)
- 화요일 - Selasa
- 수요일 - Rabu
- 목요일 - Khamis (Kamis)
- 금요일 - Jumaat (Jumat)
- 토요일 - Sabtu

### 달
- 1월 - Januari
- 2월 - Februari
- 3월 - Mac (Maret)
- 4월 - April
- 5월 - Mei
- 6월 - Jun (Juni)
- 7월 - Julai (Juli)
- 8월 - Ogos (Agustus)
- 9월 - September
- 10월 - Oktober
- 11월 - November
- 12월 - Disember (Desember)

### 간단한 예문
- Selamat pagi. - 안녕하세요(아침).
- Selamat tengah hari. - 안녕하세요(점심). (Selamat siang.)
- Selamat petang. - 안녕하세요(저녁).
- Selamat malam. - 안녕히 주무세요.
- Selamat jalan. - 안녕히 가세요.
- Selamat tinggal. - 안녕히 계세요.
- Apa khabar? - 오늘 어떠세요? (Apa kabar?)
- (Khabar) Baik. Dan? - 괜찮아요. 그쪽은요? (Kabar baik. Dan?)
- Terima kasih. - 감사합니다.
- Sama-sama. - 천만에요.
- Maaf. - 죄송합니다./실례합니다./미안합니다.

## 말레이시아어와 인도네시아어의 차이점
말레이시아와 인도네시아는 각각 영국과 네덜란드의 지배를 받았으며, 지리적, 문화적 이유로 일부 차이가 있으나 의사소통에 지장을 줄 정도는 아니다. 일반적인 단어나 표현들에는 별 차이가 없지만 외래어에는 적지 않은 차이가 있는데, 말레이시아는 아랍어, 영어 차용어를 더 받아들인 반면 인도네시아어는 네덜란드어, 라틴어 차용어를 더 받아들였다. 또한 일부 단어의 차이가 있는데, 예를 들어 'comel'은 말레이시아어로는 '예쁜'을 뜻하지만 인도네시아어로는 '투덜거림'을 뜻한다. '텔레비전'을 뜻하는 말레이시아어는 영어 'television'에서 유래된 'televisyen'을 쓰지만 인도네시아어는 네덜란드어 'televisie'에서 유래된 'televisi'를 사용한다. 말레이시아어에서 파생어(imbuhan)를 사용할 때 인도네시아는 사용하지 않고 독자적인 단어가 있는 경우가 있는데, 예를 들어 영어 'parliamentary'는 말레이시아어로는 'parlimen'에 파생어 'ber'를 붙여 'berparlimen'이라 하지만 인도네시아어에는 'parlementer'라는 독자적인 단어가 있다. 일부 인도네시아어 단어 중 말레이시아어로 여성의 성기를 뜻하거나 욕설인 경우가 있어, 조심해야 할 것이다.

## 같이 보기
- 말레이인도네시아어의 한글 표기